# Dewele
Dewele est une ville de l'est de l'Éthiopie située dans la zone Siti de la région Somali. Après la frontière, c'est le premier arrêt en Éthiopie du chemin de fer djibouto-éthiopien, puis de la ligne d'Addis-Abeba à Djibouti.
Dewele se situe vers 800 m d'altitude à environ 210 km de Shinile et Dire Dawa,. 
Avec 4 557 habitants recensés en 2007, elle est la principale agglomération du woreda Ayisha.
La gare moderne sur la ligne d'Addis-Abeba à Djibouti est en périphérie nord de la ville. L'ancienne gare du chemin de fer djibouto-éthiopien au centre-ville est désaffectée. 